# Doncaster Cup

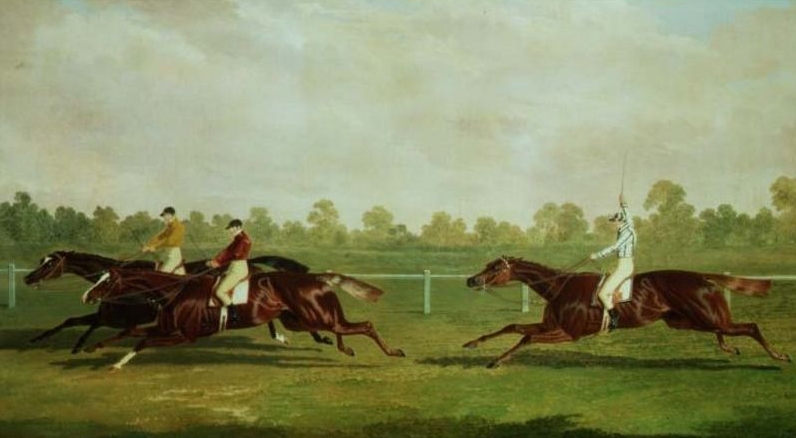
Pintura do Realismo sobre a Doncaster Cup 1835

Doncaster Cup é uma tradicional prova para corrida de cavalos da raça Puro Sangue Ingles (PSI) classificada no Grupo II. É disputada anualmente na Inglaterra no Hipódromo de Doncaster.

## Primeiros campeões
- 1766: Charlotte
- 1767: Meaburn
- 1768: Laura
- 1769: Tantrum
- 1770: Liberty
- 1771: Mark
- 1772: Mark
- 1773: Forester
- 1774: Juniper
- 1775: Juniper
- 1776: Tuberose
- 1777: Pilot
- 1778: Phocion
- 1779: Magnum Bonum
- 1780: Duchess
- 1781: Crookshanks
- 1782: Crookshanks
- 1783: Faith
- 1784: Phoenomenon
- 1785: Alexander
- 1786: Fairy
- 1787: Stargazer
- 1788: Bustler
- 1789: Tot
- 1790: Abba Thulle
- 1791: Young Traveller
- 1792: Overton
- 1793: Oberon
- 1794: Beningbrough
- 1795: Hambletonian
- 1796: Hambletonian
- 1797: Stamford
- 1798: Stamford
- 1799: Cockfighter
- 1800: Dion

## Vencedores desde 1801
| Ano       | Campeão              | Idade | Jockey                       | Treinador                  | Proprietário                      | Tempo   |
| --------- | -------------------- | ----- | ---------------------------- | -------------------------- | --------------------------------- | ------- |
| 1801      | Chance               | 4     |                              |                            | P Wentworth                       |         |
| 1802      | Alonzo               | 4     |                              |                            | C Brandling                       |         |
| 1803      | Remembrancer         | 3     | Ben Smith                    | John Smith                 | 10th Earl of Strathmore           |         |
| 1804      | Sir Oliver           | 4     |                              |                            | Lord Grey                         |         |
| 1805      | Caleb Quotem         | 3     |                              | C Scaife                   | 4th Earl Fitzwilliam              |         |
| 1806      | Camillus             | 3     |                              |                            | W Garforth                        |         |
| 1807      | Scud                 | 3     |                              |                            | Lord Monson                       |         |
| 1808      | Laurel Leaf          | 3     |                              |                            | T Duncombe                        |         |
| 1809      | Whitenose            | 3     |                              |                            | Lord Milton                       |         |
| 1810      | Trophonius           | 3     |                              | Boyce                      | Lord Darlington                   |         |
| 1811      | Grimalkin            | 3     |                              |                            | T Duncombe                        |         |
| 1812      | Slender Billy        | 4     |                              |                            | J Glover                          |         |
| 1813      | Viscount             | 4     |                              | James Croft                | Sir Willam Maxwell                |         |
| 1814      | Tramp                | 4     |                              | Tommy Sykes                | Richard Watt                      |         |
| 1815      | Catton               | 6     |                              |                            | 6th Earl of Scarbrough            |         |
| 1816      | Filho da Puta        | 4     |                              | J. Scott                   | Thomas Houldsworth                |         |
| 1817      | Fulford              | 5     |                              |                            | Colonel King                      |         |
| 1818      | Rasping              | 5     |                              |                            | 6th Duke of Leeds                 |         |
| 1822      | Otho                 | 7     |                              |                            | William Garforth                  |         |
| 1820      | Juggler              | 5     |                              | Isaac Blades               | T O Powlett                       |         |
| 1821      | Consul               | 5     | H Edwards                    |                            | J G Lambton                       |         |
| 1822      | Euphrates            | 6     | Jem Robinson                 |                            | J Dilly                           |         |
| 1823      | Figaro               | 4     | Thomas Lye                   |                            | A Farquharson                     |         |
| 1824      | Mercutio             | 5     | H Edwards                    |                            | 6th Duke of Leeds                 |         |
| 1825      | Lottery              | 5     | George Nelson                |                            | Mr Whittaker                      |         |
| 1826      | Fleur-de-Lis         | 4     | George Nelson                |                            | Sir M W Ridley                    |         |
| 1827      | Mulatto              | 4     | Thomas Lye                   |                            | 4th Earl Fitzwilliam              |         |
| 1828      | Laurel               | 4     | Thomas Nicholson             |                            | Major Yarburgh                    |         |
| 1829      | Voltaire             | 3     | Thomas Lye                   | John Smith                 | Lord Darlington                   |         |
| 1830      | Retriever            | 4     | Thomas Lye                   |                            | Lord Kelburn                      |         |
| 1831      | The Saddler          | 3     | Thomas Lye                   |                            | Mr Wagstaff                       |         |
| 1832      | Galopade             | 4     | Bob Johnson                  |                            | R Riddell                         |         |
| 1833      | Rockingham           | 3     | Thomas Nicholson             | Richard Shepherd           | Richard Watt                      |         |
| 1834      | Tomboy               | 5     | Bob Johnson                  |                            | William Orde                      |         |
| 1835      | Touchstone           | 4     | William Scott                | John Scott                 | 1st Marquess of Westminster       |         |
| 1836      | Touchstone           | 5     | William Scott                | John Scott                 | 1st Marquess of Westminster       |         |
| 1837      | Beeswing             | 4     | D Cartwright                 | James Watson               | Willam Orde                       |         |
| 1838      | Don John             | 3     | Nat Flatman                  | John Scott                 | 6th Earl of Chesterfield          |         |
| 1839      | Charles the Twelfth  | 3     | William Scott                | John Scott                 | Major Yarburgh                    |         |
| 1840      | Beeswing             | 7     | D Cartwright                 | James Watson               | Willam Orde                       |         |
| 1841      | Beeswing             | 8     | D Cartwright                 | James Watson               | Willam Orde                       |         |
| 1842      | Beeswing             | 9     | D Cartwright                 | James Watson               | Willam Orde                       |         |
| 1843      | Alice Hawthorn       | 5     | R Hesseltine                 | R Hesseltine               | H Wormald                         |         |
| 1844      | Alice Hawthorn       | 6     | J Burnby                     | R Hesseltine               | G Salvin                          |         |
| 1845      | Sweetmeat            | 3     | G Whitehouse                 | W Hadlow                   | A W Hill                          |         |
| 1846      | The Hero             | 3     | Alfred Day                   | John Barham Day            | John Barham Day                   |         |
| 1847      | War Eagle            | 3     | S Mann                       | Charles Marson             | E Bouverie                        |         |
| 1848      | Chanticleer          | 5     | Nat Flatman                  | William I'Anson            | James Merry                       |         |
| 1849      | Canezou              | 4     | Frank Butler                 | John Scott                 | Lord Stanley                      |         |
| 1850      | Voltigeur            | 3     | Nat Flatman                  | Robert Hill                | 2nd Earl of Zetland               |         |
| 1851      | The Ban              | 3     | J Arnold                     | Alec Taylor, Sr.           | Sir Joseph Hawley                 |         |
| 1852      | Teddington           | 4     | Job Marson                   | Alec Taylor, Sr.           | John Massey Stanley               |         |
| 1853      | Hungerford           | 5     | J Charlton                   | W King                     | Meyer de Rothschild               |         |
| 1854      | Virago               | 3     | John Wells                   | John Barham Day            | Henry Padwick                     |         |
| 1855      | Rataplan             | 5     | A Cowley                     | W Wyatt                    | C Thellusson                      |         |
| 1856      | Fandango             | 4     | Job Marson                   | George Abdale              | 2nd Earl of Zetland               |         |
| 1857      | Vedette              | 3     | Tom Chaloner                 | George Abdale              | 2nd Earl of Zetland               |         |
| 1858      | Vedette              | 4     | John Osborne                 | George Abdale              | 2nd Earl of Zetland               |         |
| 1859      | Newcastle            | 3     | George Fordham               | Joseph Dawson              | 7th Earl of Stamford              |         |
| 1860      | Sabreur              | 3     | Tom Chaloner                 | G Abdale                   | 2nd Earl of Zetland               |         |
| 1861      | Kettledrum           | 3     | Ralph Bullock                | George Oates               | Charles Towneley                  |         |
| 1862      | Tim Whiffler         | 3     | Ralph Bullock                | T S Dawson                 | Lord W Powlett                    |         |
| 1863      | Macaroni             | 3     | Tom Chaloner                 | James Godding              | Richard Naylor                    |         |
| 1864      | General Peel         | 3     | H Covey                      | Thomas Dawson              | 5th Earl of Glasgow               |         |
| 1865      | Ackworth             | 4     | George Fordham               | John Day                   | 4th Marquess of Hastings          |         |
| 1866      | Rama                 | 3     | S Kenyon                     | W Goater                   | 12th Earl of Westmorland          |         |
| 1867      | Achievement          | 3     | S Kenyon                     | James Dover                | Mark Pearson                      |         |
| 1868      | Mandrake             | 4     | John Osborne                 | Thomas Dawson              | J Johnstone                       |         |
| 1869      | Good Hope            | 3     | W Gray                       | Thomas Dawson              | J Johnstone                       |         |
| 1870      | Sornette             | 3     | T Handley                    | C Pratt                    | Major Fridolin                    |         |
| 1871      | Shannon              | 3     | Hunt                         |                            | F Mouncey                         |         |
| 1872      | Dutch Skater         | 6     | George Fordham               | T Jennings                 | C J Lefevre                       |         |
| 1873      | Uhlan                | 4     | Charles Maidment             | W Gilbert                  | H Savill                          |         |
| 1874      | Lily Agnes           | 3     | W Chaloner                   |                            | J Snarry                          |         |
| 1875      | Fraulein             | 5     | Jem Goater                   | W Goater                   | Mr Gomm                           |         |
| 1876      | Craig Millar         | 4     | Thomas Chaloner              | Alec Taylor, Sr.           | William Stirling Crawfurd         |         |
| 1877      | Hampton              | 5     | Frederic Webb                | Robert Peck                | R G Hobson                        |         |
| 1878      | Pageant              | 7     | Tom Cannon                   | John Porter                | Frederick Gretton                 |         |
| 1879      | Isonomy              | 4     | Tom Cannon                   | John Porter                | Frederick Gretton                 |         |
| 1880      | Dresden China        | 4     | J Snowden                    | William I'Anson Jnr        | C Perkins                         |         |
| 1881      | Petronel             | 4     | Fred Archer                  | J Jewitt                   | 8th Duke of Beaufort              |         |
| 1882      | Retreat              | 5     | Charles Wood                 | T Wadlow                   | 3rd Earl of Bradford              |         |
| 1883      | Thebais              | 5     | Charles Wood                 | John Porter                | Sir Frederick Johnstone           |         |
| 1884      | Louis d'Or           | 7     | Tom Cannon                   | Alfred Hayhoe              | Leopold de Rothschild             |         |
| 1885      | Hambledon            | 3     | J Fagan                      | William I'Anson Jnr        | William I'Anson Jnr               |         |
| 1886      | The Bard             | 3     | Charles Wood                 | Martin Gurry               | Robert Peck                       |         |
| 1887      | Carlton              | 4     | George Barrett               | Alec Taylor, Sr.           | Lord E Somerset                   |         |
| 1888      | Grafton              | 3     | George Barrett               | R Sherrard                 | Sir George Chetwynd               |         |
| 1889      | Claymore             | 5     | Frederic Webb                | J Humphreys                | 3rd Earl Howe                     |         |
| 1890      | Tyrant               | 5     | T Calder                     | W Walters                  | A M Singer                        |         |
| 1891      | Queen's Birthday     | 4     | John Watts                   | C Lund                     | Major Joicey                      |         |
| 1892      | Chesterfield         | 4     | Charles Loates               | C W Golding                | J T Davies                        |         |
| 1893      | Prisoner             | 3     | Morny Cannon                 | James Waugh                | 5th Earl Cadogan                  |         |
| 1894      | Sweet Duchess        | 3     | S Chandeley                  | Robert Sherwood            | Sir R W Griffith                  |         |
| 1895      | Kilsallaghan         | 4     | Morny Cannon                 | J Jewitt                   | James Machell                     |         |
| 1896      | Laodamia             | 6     | E Hunt                       | Thomas Lewis               | W W Fulton                        |         |
| 1897      | Winkfield's Pride    | 4     | Morny Cannon                 | Jack Robinson              | J C Sullivan                      |         |
| 1898      | Pinfold              | 3     | Charles Wood                 | George Blackwell           | Sir J Miller                      |         |
| 1899      | Calveley             | 4     | Morny Cannon                 | John Porter                | 1st Duke of Westminster           |         |
| 1900      | King's Courier       | 3     | Lester Reiff                 | E Wishard                  | J A Drake                         |         |
| 1901 (dh) | Merry Gal Sidus      | 4     | Lester Reiff Danny Maher     | Jack Robinson              | William Hall-Walker               |         |
| 1902      | William the Third    | 4     | Morny Cannon                 | John Porter                | 6th Duke of Portland              |         |
| 1903      | Wavelet's Pride      | 6     | Danny Maher                  | J D Edwards                | J D Edwards                       |         |
| 1904      | Robert le Diable     | 5     | William Lane                 | Dick Dawson                | 5th Earl of Carnarvon             |         |
| 1905      | Bachelor's Button    | 6     | Herbert Jones                | Charles Peck               | Solomon Joel                      |         |
| 1906      | Velocity             | 4     | Danny Maher                  | P Peebles                  | Mrs H V Jackson                   |         |
| 1907      | Velocity             | 5     | Herbert Jones                | P Peebles                  | Mrs H V Jackson                   |         |
| 1908      | Radium               | 5     | Otto Madden                  | John Watson                | Leopold de Rothschild             |         |
| 1909      | Amadis               | 3     | Otto Madden                  | William Waugh              | 7th Viscount Falmouth             |         |
| 1910      | Bronzino             | 3     | Freddie Fox                  | Frederick Pratt            | J A de Rothschild                 |         |
| 1911      | Lemberg              | 4     | Frank Wootton                | Alec Taylor, Jr.           | Alfred W. Cox                     |         |
| 1912      | Prince Palatine      | 4     | F O'Neill                    | Henry Beardsley            | Thomas Pilkington                 |         |
| 1913      | Long Set             | 6     | William Higgs                | J H Batho                  | Solomon Joel                      |         |
| 1914      | Willbrook            | 3     | Steve Donoghue               | Colledge Leader            | J Ryan                            |         |
| 1919      | Haki                 | 7     | Joe Childs                   | Alec Taylor, Jr.           | 2nd Viscount Astor                |         |
| 1920      | Buchan               | 4     | Frank Bullock                | Alec Taylor, Jr.           | 2nd Viscount Astor                |         |
| 1921      | Flamboyant           | 3     | W Lister                     | Reg Day                    | Mrs G Robinson                    |         |
| 1922      | Devizes              | 5     | Charlie Elliott              | Jack Jarvis                | Sir W Cooke                       |         |
| 1923      | Silurian             | 4     | Tommy Weston                 | George Lambton             | 17th Earl of Derby                |         |
| 1924      | Santorb              | 3     | Steve Donoghue               | J Rhodes                   | B Walker                          |         |
| 1925      | St Germans           | 4     | Frank Bullock                | Alec Taylor, Jr.           | 2nd Viscount Astor                |         |
| 1926      | Bongrace             | 3     | Freddie Fox                  | Jack Jarvis                | 5th Earl of Rosebery              |         |
| 1927      | Bythorne             | 3     | Tommy Weston                 | Frank Butters              | 17th Earl of Derby                |         |
| 1928      | Pons Asinorum        | 6     | F N Winter                   | Walter Earl                | Solomon Joel                      |         |
| 1929      | Athford              | 4     | Michael Beary                | Dick Dawson                | W Barnett                         |         |
| 1930      | Brown Jack           | 6     | Joe Childs                   | Ivor Anthony               | Harold Augustus Wernher           |         |
| 1931      | Singapore            | 4     | Gordon Richards              | Thomas Hogg                | 1st Baron Glanely                 |         |
| 1932      | Foxhunter            | 3     | Gordon Richards              | Jack Jarvis                | E Esmond                          |         |
| 1933      | Colorado Kid         | 4     | Gordon Richards              | Victor Gilpin              | G Loder                           |         |
| 1934      | Alcazar              | 3     | Joe Childs                   | Cecil Boyd-Rochfort        | W Woodward                        |         |
| 1935      | Black Devil          | 4     | Joe Childs                   | Cecil Boyd-Rochfort        | W Woodward                        |         |
| 1936      | Buckleigh            | 4     | Gordon Richards              | Thomas Hogg                | 1st Baron Glanely                 |         |
| 1937      | Haulfryn             | 4     | Gordon Richards              | G Metcalfe                 | F Minoprio                        |         |
| 1938      | Epigram              | 5     | Brownie Carslake             | Noel Cannon                | J V Rank                          |         |
| 1946      | Marsyas              | 6     | Charlie Elliott              | Charles Semblat            | Marcel Boussac                    |         |
| 1947      | Trimbush             | 7     | Doug Smith                   | P Vasey                    | Mrs F Senior                      |         |
| 1948      | Auralia              | 5     | Doug Smith                   | Reg Day                    | Mrs A Johnston                    |         |
| 1949      | Alycidon             | 4     | Doug Smith                   | Walter Earl                | 17th Earl of Derby                |         |
| 1950      | Aldborough           | 5     | Doug Smith                   | Fulke Walwyn               | Dorothy Paget                     |         |
| 1951      | Fast Fox             | 4     | F Palmer                     | P Carter                   | Baron G de Waldner                |         |
| 1952      | Aquino               | 4     | Gordon Richards              | F Armstrong                | Maharanee of Baroda               |         |
| 1953 (dh) | Souepi Nick La Rocca | 5 4   | Charlie Elliott Joe Mercer   | G Digby R J Colling        | G Digby F Williams                |         |
| 1954      | Osborne              | 7     | Harry Carr                   | Cecil Boyd-Rochfort        | W P Wyatt                         |         |
| 1955      | Entente Cordiale     | 4     | Doug Smith                   | G Colling                  | 18th Earl of Derby                |         |
| 1956      | Atlas                | 3     | Harry Carr                   | Cecil Boyd-Rochfort        | Queen Elizabeth II                |         |
| 1957      | French Beige         | 4     | G Littlewood                 | Henry Peacock              | R F Dennis                        |         |
| 1958      | Agreement            | 4     | Doug Smith                   | Cecil Boyd-Rochfort        | Queen Elizabeth II                |         |
| 1959      | Agreement            | 5     | Harry Carr                   | Cecil Boyd-Rochfort        | Queen Elizabeth II                |         |
| 1960      | Exar                 | 4     | Lester Piggott               | Noel Murless               | Carlo Vittadini                   |         |
| 1961      | Pandofell            | 4     | Lester Piggott               | F Maxwell                  | H W Daw                           |         |
| 1962      | Bonnard              | 4     | Ron Hutchinson               | J Clayton                  | Marchese della Rochetta           |         |
| 1963      | Raise You Ten        | 3     | Doug Smith                   | Cecil Boyd-Rochfort        | P Widener                         |         |
| 1964      | Grey of Falloden     | 5     | Joe Mercer                   | Dick Hern                  | 3rd Viscount Astor                |         |
| 1965      | Prince Hansel        | 5     | D Yates                      | D Thom                     | J Barker                          |         |
| 1966      | Piaco                | 3     | M L Thomas                   | Geoffrey Barling           | M Watney                          |         |
| 1967      | Crozier              | 4     | Frankie Durr                 | Peter Walwyn               | A D G Oldrey                      |         |
| 1968      | The Accuser          | 4     | Joe Mercer                   | Dick Hern                  | Lord Rotherwick                   |         |
| 1969      | Canterbury           | 4     | Bill Williamson              | Paddy Prendergast          | J Olin                            |         |
| 1970      | Magna Carta          | 4     | Geoff Lewis                  | Ian Balding                | Queen Elizabeth II                | 4:02.40 |
| 1971      | Rock Roi             | 4     | Duncan Keith                 | Peter Walwyn               | F Hue-Williams                    | 4:00.60 |
| 1972      | Biskrah              | 5     | Joe Mercer                   | Scobie Breasley            | Lady Beaverbrook                  | 4:01.60 |
| 1973      | Attica Meli          | 4     | Geoff Lewis                  | Noel Murless               | Louis Freedman                    |         |
| 1974      | Proverb              | 4     | Willie Carson                | Barry Hills                | J Chandler-Freeman                |         |
| 1975      | Crash Course         | 4     | Tony Kimberley               | Jeremy Hindley             | Mrs J Hindley                     |         |
| 1976      | Sea Anchor           | 4     | Joe Mercer                   | Dick Hern                  | Dick Hollingsworth                | 4:04.80 |
| 1977      | Shangamuzo           | 4     | Pat Eddery                   | Gavin Hunter               | Mrs E Charles                     |         |
| 1978      | Buckskin             | 5     | Joe Mercer                   | Henry Cecil                | Daniel Wildenstein                |         |
| 1979      | Le Moss              | 4     | Joe Mercer                   | Henry Cecil                | Carlo d'Alessio                   |         |
| 1980      | Le Moss              | 5     | Joe Mercer                   | Henry Cecil                | Carlo d'Alessio                   |         |
| 1981      | Protection Racket    | 3     | John Lowe                    | Jeremy Hindley             | Serge Fradkoff                    | 3:52.70 |
| 1982      | Ardross              | 6     | Lester Piggott               | Henry Cecil                | Charles St George                 |         |
| 1983      | Karadar              | 5     | Walter Swinburn              | Michael Stoute             | Aga Khan IV                       |         |
| 1984      | Wagoner              | 4     | Tony Ives                    | Peter Walwyn               | A D G Oldrey                      |         |
| 1985      | Spicy Story          | 4     | Steve Cauthen                | Ian Balding                | Paul Mellon                       |         |
| 1986      | Longboat [a]         | 5     | Willie Carson                | Dick Hern                  | Dick Hollingsworth                | 3:56.85 |
| 1987      | Buckley              | 4     | Ray Cochrane                 | Luca Cumani                | Mrs A L Chapman                   | 3:59.17 |
| 1988      | Kneller              | 3     | Pat Eddery                   | Henry Cecil                | Charles St George                 | 3:53.77 |
| 1989      | Weld                 | 3     | Willie Carson                | William Jarvis             | 9th Baron Howard de Walden        | 4:00.10 |
| 1990      | Al Maheb             | 4     | Michael Roberts              | Alec Stewart               | Hamdan Al Maktoum                 | 4:01.05 |
| 1991      | Great Marquess       | 4     | Pat Eddery                   | Henry Cecil                | Charles St George                 | 3:56.03 |
| 1992      | Further Flight       | 6     | Michael Hills                | Barry Hills                | Simon Wingfield Digby             | 3:55.60 |
| 1993      | Assessor             | 4     | Richard Quinn                | Richard Hannon Sr.         | B E Nielsen                       | 4:03.84 |
| 1994      | Arcadian Heights     | 6     | Frankie Dettori              | Geoff Wragg                | John Pearce                       | 3:57.32 |
| 1995      | Double Trigger       | 4     | Jason Weaver                 | Mark Johnston              | R W Huggins                       | 3:58.74 |
| 1996      | Double Trigger       | 5     | Frankie Dettori              | Mark Johnston              | R W Huggins                       | 3:53.00 |
| 1997      | Canon Can            | 4     | Kieren Fallon                | Henry Cecil                | Canon Ltd                         | 3:52.17 |
| 1998      | Double Trigger       | 7     | Darryll Holland              | Mark Johnston              | R W Huggins                       | 3:55.92 |
| 1999      | Far Cry              | 4     | Kevin Darley                 | Martin Pipe                | Nicky Chambers                    | 3:56.01 |
| 2000      | Enzeli               | 5     | Johnny Murtagh               | John Oxx                   | Aga Khan IV                       | 3:52.90 |
| 2001      | Alleluia             | 3     | Jamie Mackay                 | Sir Mark Prescott          | Sonia Rogers                      | 3:58.16 |
| 2002      | Boreas               | 7     | Jamie Spencer                | Luca Cumani                | Aston House Stud                  | 3:50.29 |
| 2003      | Persian Punch        | 10    | Martin Dwyer                 | David Elsworth             | Jeff Smith                        | 3:56.67 |
| 2004 (dh) | Kasthari Millenary   | 5 7   | Johnny Murtagh Richard Quinn | Howard Johnson John Dunlop | Elliott Brothers Neil Jones       | 3:51.86 |
| 2005      | Millenary            | 8     | Richard Quinn                | John Dunlop                | Neil Jones                        | 3:51.15 |
| 2006      | Sergeant Cecil [b]   | 7     | Frankie Dettori              | Rod Millman                | Terry Cooper                      | 3:58.37 |
| 2007      | Septimus             | 4     | Johnny Murtagh               | Aidan O'Brien              | Smith / Magnier / Tabor           | 3:48.41 |
| 2008      | Honolulu             | 4     | Johnny Murtagh               | Aidan O'Brien              | Smith / Magnier / Tabor           | 4:03.40 |
| 2009      | Askar Tau            | 4     | Ryan Moore                   | Marcus Tregoning           | Nurlan Bizakov                    | 3:54.15 |
| 2010      | Samuel               | 6     | William Buick                | John Gosden                | Normandie Stud                    | 3:52.99 |
| 2011      | Saddler's Rock       | 3     | Niall McCullagh              | John Oxx                   | Michael O'Flynn                   | 3:49.83 |
| 2012      | Times Up             | 6     | Eddie Ahern                  | John Dunlop                | I H Stewart-Brown & M J Meacock   | 3:58.11 |
| 2013      | Times Up             | 7     | Ryan Moore                   | Ed Dunlop                  | I H Stewart-Brown & M J Meacock   | 3:59.09 |
| 2014      | Estimate             | 5     | Ryan Moore                   | Michael Stoute             | Queen Elizabeth II                | 3:55.91 |
| 2015      | Pallasator           | 6     | Andrea Atzeni                | Mark Prescott              | Qatar Racing                      | 3:49.60 |
| 2016      | Sheikhzayedroad      | 7     | Martin Harley                | David Simcock              | Mohammed Jaber                    | 3:52.97 |
| 2017      | Desert Skyline       | 3     | Silvestre de Sousa           | David Elsworth             | Benham / Whitford / Quinn / Quinn | 3:51.88 |

a  Petrizzo finished first in 1986, but he was relegated to second place following a stewards' inquiry.

b  The 2006 running took place at York.